# Vitória Setúbal
El Vitória Setúbal (en portugués y oficialmente Vitória Futebol Clube) es un club deportivo portugués ubicado en Setúbal. Su sección más conocida es el equipo de fútbol, fundado en 1910 y A partir de la temporada 2024-25 jugará en la Terceira Liga, la tercera categoría del Fútbol en Portugal. Es también uno de los ocho fundadores del campeonato de liga de Portugal, celebrado en 1934/35.

## Historia
El Vitória F. C. fue fundado el 20 de noviembre de 1910 por futbolistas del club pionero de Setúbal, el Bonfim Foot-ball Club. Debido a que la región de Setúbal aún no contaba entonces con torneos específicos, el nuevo equipo tuvo que inscribirse en los campeonatos de Lisboa. Y a pesar de la dura competencia de Benfica y Sporting, el Vitória se hizo con el título regional en dos temporadas: 1923/24 y 1926/27. Ese último año perdió la final del Campeonato Nacional frente al Os Belenenses.
En 1934, el Vitória F. C. fue uno de los ocho miembros fundadores del Campeonato de Liga, como representante de la recién creada la Asociación de Fútbol de Setúbal.
A lo largo de su historia se mantuvo en la máxima categoría con dificultades, pero su suerte cambió al llegar la década de 1960. Bajo el liderazgo del delantero Jacinto João, considerado el mejor futbolista que ha pasado por Bonfim, el Vitória de Setúbal se proclamó campeón de la Copa de Portugal en 1964/65 (3-1 frente al Benfica) y en 1966/67 (3-2 ante el Académica de Coimbra). Sobre la figura del angoleño se incorporaron otros puntales de la selección portuguesa de la época, tales como José Torres, Vítor Baptista y Octávio Machado, que convirtieron al cuadro verdiblanco en un duro rival. Los mayores hitos fueron los cuartos de final en la Copa de Ferias 1970/71, el subcampeonato liguero en la temporada 1971/72 y un tercer puesto en 1973/74.
El rendimiento de la entidad decayó en la década de 1980, convirtiéndose en un equipo ascensor que alternaba Primera con Segunda. En el año de su regreso definitivo a la máxima categoría, la temporada 2004/05, el Vitoria F. C. se proclamó campeón de la Copa de Portugal por tercera vez, al ganar contra todo pronóstico al Benfica. Los verdiblancos estuvieron a punto de revalidar el título al año siguiente, si bien esta vez fueron derrotados por el F. C. Oporto.

## Estadio
El Vitória de Setúbal disputa sus partidos como local en el Estadio Bonfim, con césped natural y capacidad para 18.694 espectadores. Inaugurado el 16 de septiembre de 1962, debe su nombre al barrio en el que está situado, en la zona oeste de la ciudad y frente al jardín de Bonfim. En el exterior hay un campo anexo de hierba artificial para entrenamientos.
La directiva del Vitória ha planteado desde 2006 la construcción de un nuevo estadio. Sin embargo, el proyecto se encuentra suspendido porque aún no han recibido autorización para vender los terrenos.

## Organigrama deportivo

### Plantilla actual

#### Altas y bajas 2020–21 (verano)
| Altas              | Altas     | Altas                  | Altas          | Altas        |
| Jugador            | Posición  | Procedencia            | Tipo           | Costo        |
| ------------------ | --------- | ---------------------- | -------------- | ------------ |
| Adama François     | Defensa   | Agente libre           | Libre.         | --           |
| Mano               | Defensa   | Agente libre           | Libre.         | --           |
| Nuno Pinto         | Defensa   | Agente libre           | Libre.         | --           |
| Frédéric Mendy     | Delantero | Agente libre           | Libre.         | --           |
| Alexsandro Ribeiro | Defensa   | Praiense               | Traspaso.      | No revelado. |
| Valdu Té           | Delantero | Arouca                 | Fin de cesión. | --           |
| João Serrão        | Defensa   | Vitória Setúbal sub-23 | Promoción.     | --           |
| Kgaogelo Sekgota   | Delantero | Bidvest Wits           | Fin de cesión. | --           |
| Derick Poloni      | Defensa   | Leixões                | Traspaso.      | No revelado. |

| Bajas              | Bajas          | Bajas                | Bajas                   | Bajas        |
| Jugador            | Posición       | Destino              | Tipo                    | Costo        |
| ------------------ | -------------- | -------------------- | ----------------------- | ------------ |
| Khalid Hachadi     | Delantero      | Chabab Mohammédia    | Fichaje.                | --           |
| Alex Mendes        | Defensa        | Sporting de Lisboa B | Traspaso.               | No revelado. |
| Neymar             | Delantero      | Marítimo B           | Traspaso libre.         | --           |
| Leandro Vilela     | Centrocampista | Operário-PR          | Fichaje definitivo.     | --           |
| João Meira         | Defensa        | Agente libre         | Rescisión de contrato.  | --           |
| Derick Poloni      | Defensa        | Casa Pia             | Fichaje.                | --           |
| Leandrinho         | Centrocampista | Avaí                 | Fichaje definitivo.     | --           |
| Alexsandro Ribeiro | Defensa        | Amora                | Fichaje.                | --           |
| Giorgi Makaridze   | Portero        | Almería              | Traspaso libre.         | --           |
| Artur Jorge        | Defensa        | Agente libre         | Salida.                 | --           |
| Sílvio             | Defensa        | Agente libre         | Salida.                 | --           |
| Jubal              | Defensa        | Agente libre         | Salida.                 | --           |
| Mano               | Defensa        | Agente libre         | Salida.                 | --           |
| Nuno Pinto         | Defensa        | Agente libre         | Salida.                 | --           |
| Alex Freitas       | Defensa        | Agente libre         | Salida.                 | --           |
| Braian Mansilla    | Delantero      | Racing de Avellaneda | Fin de cesión.          | --           |
| Hélder Guedes      | Delantero      | Agente libre         | Rescisión de contrato.  | --           |
| Valdu Té           | Delantero      | Agente libre         | Rescisión de contrato.  | --           |
| Bruno Pires        | Defensa        | Kunshan              | Fin de contrato.        | --           |
| Tófol Montiel      | Delantero      | ACF Fiorentina       | Fin de cesión.          | --           |
| Carlinhos          | Centrocampista | Standard de Liège    | Fin de cesión.          | --           |
| Éber Bessa         | Centrocampista | Agente libre         | Fin de contrato.        | --           |
| Berto              | Delantero      | Kunshan              | Traspaso.               | €900.000.    |
| Mirko Antonucci    | Delantero      | Roma                 | Interrupción de cesión. | --           |
| Nabil Ghilas       | Delantero      | Agente libre         | Rescisión de contrato.  | --           |

## Palmarés

### Torneos nacionales (4)
- Copa de Portugal (3): 1964-65, 1966-67, 2004-05
- Copa de la Liga de Portugal (1): 2007-08

### Torneos internacionales
- Copa Ibérica (1): 2005 (No oficial)
- Pequeña Copa del Mundo (1): 1970 (No oficial)

### Torneos internacionales amistosos
- Trofeo Villa de Gijón (1): 1966
- Trofeo Teresa Herrera (1): 1968
- Trofeo Ibérico (2): 1968, 1974